# Darevskia schaekeli
Darevskia schaekeli este o specie de șopârle din genul Darevskia. Este endemică în Iran.

## References
1. ↑  Darevskia schaekeli pe Reptarium.cz Reptile Database Accesat în 25 mai 2019.